# Goura scheepmakeri
La Gura sureña o paloma crestada de Scheepmaker, (Goura scheepmakeri) es una especie de ave columbiforme de la familia Columbidae. Es una paloma grande confinada a los bosques de la tierra baja del sur de Nueva Guinea. Tiene el plumaje azulado grisáceo con el azul detallando las crestas de encaje, iris rojo y pecho castaño muy profundo.
Esta especie la descubrió Otto Finsch a partir de un pájaro vivo enviado por C. Scheepmaker al parque zoológico de Ámsterdam y lo denominó en su honor. 
Dada la caza para su carne y plumas, la paloma coronada del sur se evalúa como vulnerable en el IUCN la Lista Roja de especies amenazadas. Se lista en el Apéndice II de CITES.

## Subespecies
Se conocen dos subespecies de paloma coronada del sur, que se diferencian por el color de la región ventral:
- Goura scheepmakeri sclateri, del sudoeste de Nueva Guinea, con las alas color castaño y el vientre gris azul.
- Goura scheepmakeri scheepmakeri, del sudeste de Nueva Guinea, con los alas gris azul y vientre con coloración desteñida.